# Muna al-Hussein

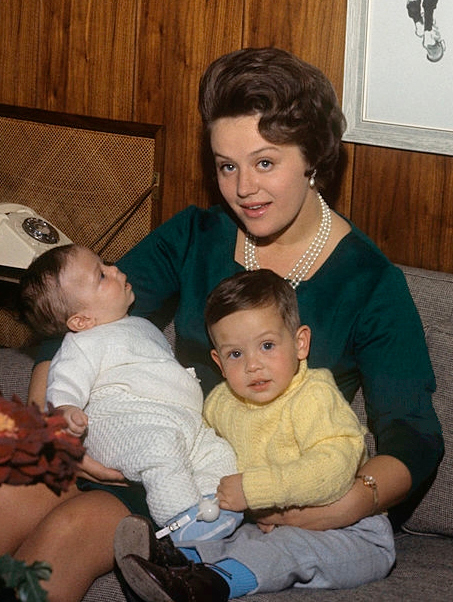
Prinsessan Muna med sönerna Faisal och Abdullah, 1964.

Muna al-Hussein, ursprungligen Antoinette Avril "Toni" Gardiner, född 25 april 1941 i Chelmondiston i Suffolk, är prinsessa av Jordanien och mor till kung Abdullah II av Jordanien. Från 25 maj 1961 fram till deras skilsmässa 21 december 1971 var hon gift med kung Hussein av Jordanien, vilket var hans andra äktenskap. I samband med giftermålet konverterade hon till islam och gavs namnet Muna al-Hussein. I samband med att parets första son Abdullah föddes gavs hon titeln prinsessa.
Gardiner träffade kung Hussein när hon arbetade som assistent vid inspelningen av långfilmen Lawrence av Arabien (1962). Det har även rapporterats att paret lärde känna varandra när Gardiners far började arbeta som militär rådgivare i Jordanien. Paret fick fyra barn tillsammans. Efter skilsmässan har Muna al-Hussein fått behålla sin prinsesstitel och har fortsatt att bo och arbeta i Jordanien.

## Barn
- Abdullah II av Jordanien, född 30 januari 1962
- Prins Faisal, född 11 oktober 1963
- Prinsessan Zein, född 23 april 1968
- Prinsessan Aisha, född 23 april 1968